# Joánisz Kalidzákisz
Joánisz Kalidzákisz (görögül: Γιάννης Καλιτζάκης; Elefszína, 1966. február 10. –) görög válogatott labdarúgó.

## Pályafutása

### Klubcsapatban
1983 és 1987 között a Panelefsziniakósz, 1987-ben a Diagórasz Rodosz csapatában játszott. 1987 és 1997 között a Panathinaikósz játékosa volt, melynek tagjaként bajnokságot, kupát és szuperkupát nyert. 1997 és 2000 között az AÉK Athént erősítette. 2001-ben az Ethnikósz Asztérasz csapatában fejezte be a pályafutását. 

### A válogatottban
1987 és 1998 között 71 alkalommal szerepelt a görög válogatottban. Részt vett az 1994-es világbajnokságon.

## Sikerei, díjai
Panathinaikósz
- Görög bajnok (4): 1989–90, 1990–91, 1994–95, 1995–96
- Görög kupagyőztes (6): 1987–88, 1988–89, 1990–91, 1992–93, 1993–94, 1994–95
- Görög szuperkupagyőztes (3): 1988, 1993, 1994

AÉK Athén
- Görög kupagyőztes (1): 1999–2000

## Külső hivatkozások
- Joánisz Kalidzákisz adatlapja a National-Football-Teams.com oldalon (angolul)

- Joánisz Kalidzákisz (angol nyelven). FootballDatabase.eu
- Joánisz Kalidzákisz (német nyelven). eu-football.info
- Joánisz Kalidzákisz (német nyelven). kicker.de
- Joánisz Kalidzákisz adatlapja a worldfootball.net oldalon (angolul)